# McKenzie Lee
McKenzie Lee (Leicester - 16 de maio de 1979) é uma atriz de filmes pornográficos inglesa. Iniciou sua carreira em 2003 com 24 anos de idade.

## Vida pessoal
É casada com Chris, policial de Los Angeles com quem tem duas filhas.

## Prêmios e Indicações
| Ano  | Prêmio      | Resultado | Categoria                                   | Filme                          | Fonte |
| ---- | ----------- | --------- | ------------------------------------------- | ------------------------------ | ----- |
| 2006 | AVN Award   | Venceu    | Best New Starlet                            | —                              | [ 3 ] |
| 2006 | AVN Award   | Indicado  | Best Sex Scene in a Foreign-Shot Production | Cum Swappers 2                 | [ 3 ] |
| 2007 | AVN Award   | Indicado  | Best Anal Sex Scene                         | Jenna's Provocateur            | [ 3 ] |
| 2007 | AVN Award   | Indicado  | Best Group Sex Scene                        | Jenna's Provocateur            | [ 3 ] |
| 2007 | AVN Award   | Indicado  | Best Oral Sex Scene                         | Jenna's Provocateur            | [ 3 ] |
| 2007 | AVN Award   | Indicado  | Contract Star of the Year - com ClubJenna   | —                              | [ 3 ] |
| 2007 | AVN Award   | Indicado  | Most Outrageous Sex Scene                   | Jack's Teen America: Mission 9 | [ 3 ] |
| 2012 | AVN Award   | Indicado  | Best All-Girl Group Scene                   | Prison Girls                   | [ 3 ] |
| 2017 | XRCO Awards | Indicado  | Best Cumback                                | —                              | [ 4 ] |

## Filmografia selecionada
- Private Chateau 1: The Struggle for Power (2005, Private Media Group)
- Jack's Playground 27 (2005, Digital Playground)
- My Plaything: McKenzie Lee (2006, Digital Sin)
- McKenzie Made (2006, Club Jenna)
- McKenzie Illustrated (2006, Club Jenna)
- McKenzie Loves Pain (2006, Club Jenna)
- Slut Puppies 1 (2005, Evil Angel)